# Prova inequívoca
Prova inequívoca
Se acompanharmos rigorosamente a literalidade a palavra inequívoca esta diz respeito a algo certo, seguro, correto, que não dá margem a erro ou engano. Ocorre que, entretanto, prova alguma é inequívoca, porque simplesmente não há prova que transmita certeza de um fato ou de um acontecimento, qualquer juízo sobre fatos no processo é juízo de verossimilhança e não de certeza. Isso porque a prova, enquanto escrita, pode ser falsa, mesmo se tratando de escritura pública.
Já em relação a prova testemunhal, do mesmo modo existe a possibilidade da incerteza, posto que esta pode ser denegrida, eis que o depoente pode não estar pronunciado a verdade ou, no caso de várias testemunhas, podem estas estarem enganadas quanto ao que explanam ou não terem compreendido perfeitamente o caso sobre o qual testemunham, gerando, também nesse caso, equívoco quanto aos fatos.
Outra observação é pelo fato de uma sentença não ser prova inequívoca, posto que, se deste modo fosse, não caberiam recursos ou mesmo a propositura de ação rescisória fundada em prova falsa, situação prevista no artigo 485, VI, do Código de Processo Civil.
Dessa forma, seria imperativo finalizar que a prova inequívoca, revestida de certeza, não existe, o que impediria, portanto, a antecipação de tutela, se interpretado de modo limitativo o significado da expressão "prova inequívoca". O que na verdade, pretendeu o legislador, foi considerar como prova inequívoca aquela que, ante aos fatos apresentados, fosse suficiente para a formação de juízo de probabilidade, capaz de antecipar a medida buscada.
A prova inequívoca, não é aquela que seja satisfatória para a prolação da sentença, pois se assim fosse, não estaria se concedendo a tutela pretendida, e sim, julgando antecipadamente o mérito da causa, conforme previsão do artigo 330, I, do Código Buzaid.
Assim, continuamente prevalecerá o princípio do artigo 131 do Código de Processo Civil onde se confere completa liberdade ao magistrado para a livre apreciação probatória.